# Coelonia solani
Coelonia solani là một loài bướm đêm thuộc họ Sphingidae. Nó được tìm thấy ở Mauritius, Bourbon, Madagascar và the Comoro Islands.

## Phụ loài
- Coelonia solani solani (Mauritius, Bourbon, Madagascar)
- Coelonia solani comoroana Clark, 1927 (Comoros)

## Hình ảnh

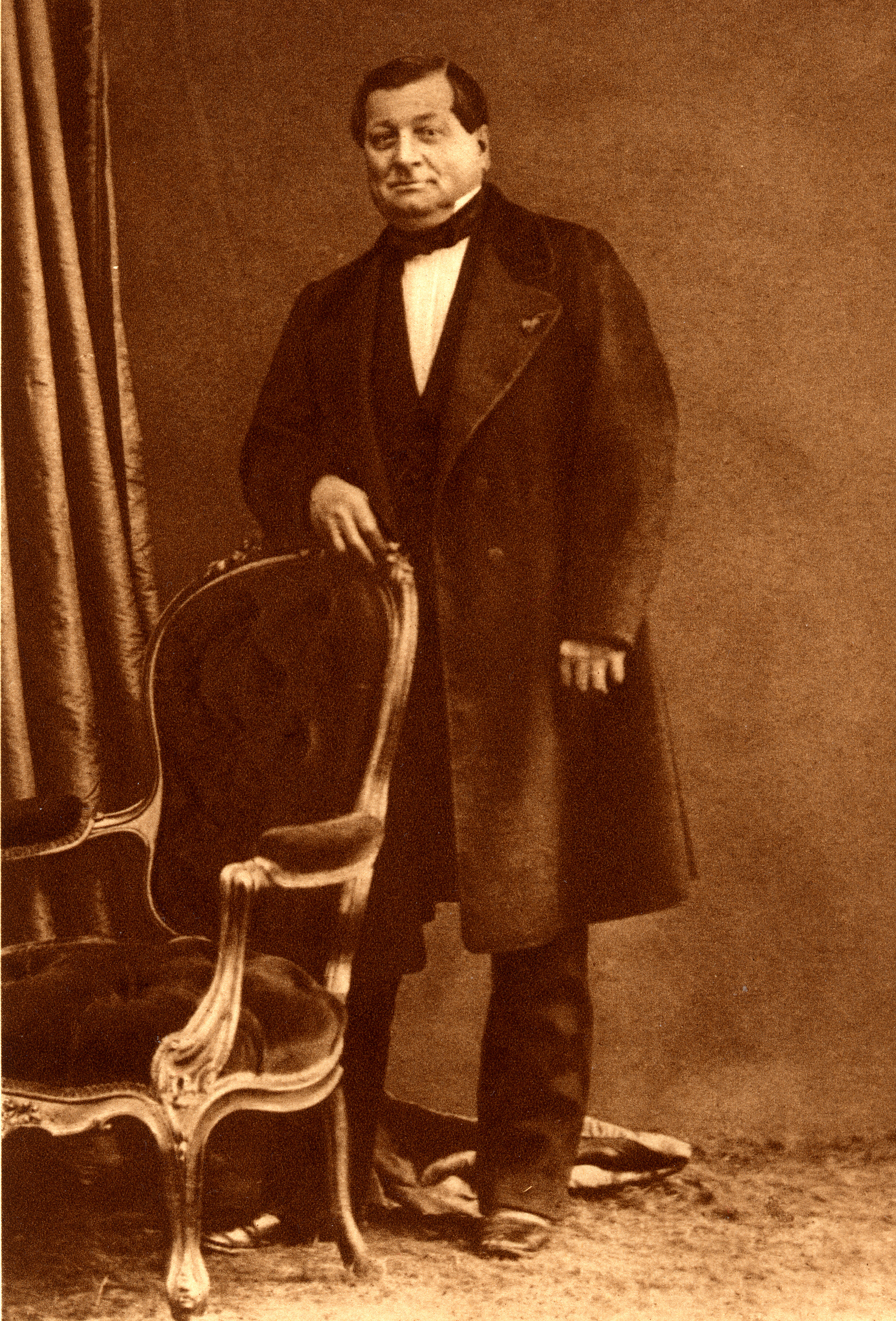
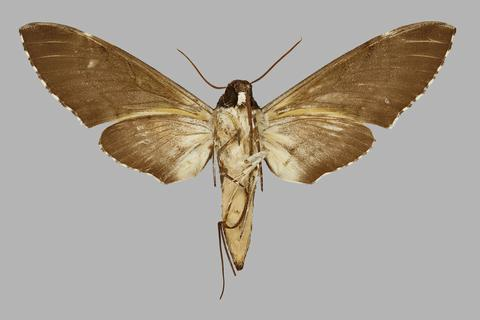
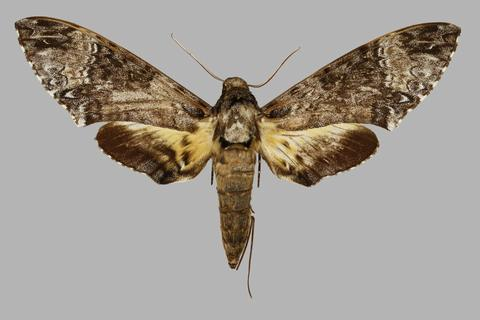